# Cerco do Castelo de São Filipe (1641–1642)
O cerco de da Fortaleza de São Filipe, foi um confronto travado entre Espanha e Portugal durante 11 meses entre 27 de Março de 1641 a 4 de Março de 1642, perto de Angra do Heroísmo, Açores, sobre o controle do referido forte.
Depois de meses de intensos combates, os portugueses foram vitoriosos, sendo a guarnição espanhola derrotada com perdas muito pesadas.